# Huerque Mapu
Huerque Mapu es un grupo vocal e instrumental de música folklórica de Argentina creado en Buenos Aires en 1972. Su nombre significa "mensajeros de la tierra" en mapudungun.
Debutaron en 1972 en la Facultad de Arquitectura de la Universidad de Buenos Aires, durante la dictadura militar autodenominada Revolución Argentina, en un festival realizado para recaudar fondos para los sindicatos Sitrac y Sitram, que se encontraban en huelga.
La formación inicial incluyó a Ricardo Munich, Lucio Navarro, Tacum Lazarte, Hebe Rosell (hermana de Andrés Calamaro y Javier Calamaro) y Naldo Labrín. En 1974 presentaron la Cantata de Santa María de Iquique con el Grupo de Teatro Popular de Bahía Blanca. Ese mismo año, luego de grabar dos álbumes, graban el álbum Montoneros, más conocido como la Cantata Montoneros.  Se estrenó en vivo en el Luna Park con un coro de 50 personas.
Con la instalación de la dictadura militar de 1976 debieron exiliarse. Algunos integrantes fueron a España y otros a México (Naldo Labrin). Una nueva formación regresó en 1986 para grabar un álbum. Luego de ello el grupo se disolvió.
En 2003 Ricardo Munich (coros, chelo, vientos) reorganiza el grupo con la siguiente formación: Lucio Navarro (voz, guitarra y charango), Claudia Lapresa (voz, percusión y guitarrón), Emanuel Munich (coros, guitarra, tiple).

## Discografía

### Álbumes
1. Huerque Mapu (1) (1973)
2. Huerque Mapu (2) (1974)
3. Montoneros (Cantata Montoneros) (1974)
4. Huerque Mapu (3) (1975)
5. Salida, tránsito y llegada (1986)
6. ReVueltalaVida (2003)

7. El Telar (2006)